# Штефані Граф
Штефані Граф  (нім. Stephanie Graf, 26 квітня 1973) — австрійська легкоатлетка, олімпійська медалістка.

## Виступи на змаганнях
| Дата | Змагання               | Місто  | Місце | Дистанція | Результат  |
| ---- | ---------------------- | ------ | ----- | --------- | ---------- |
| 2000 | Літні Олімпійські ігри | Сідней | II    | 800 м     | 1.56,64 NR |